# 모리스 마리나

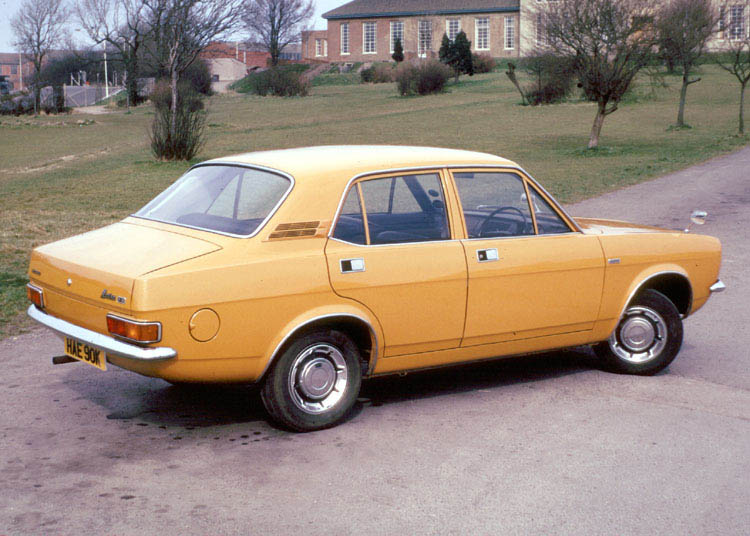
1973 영국의 마리나 4도어 세단

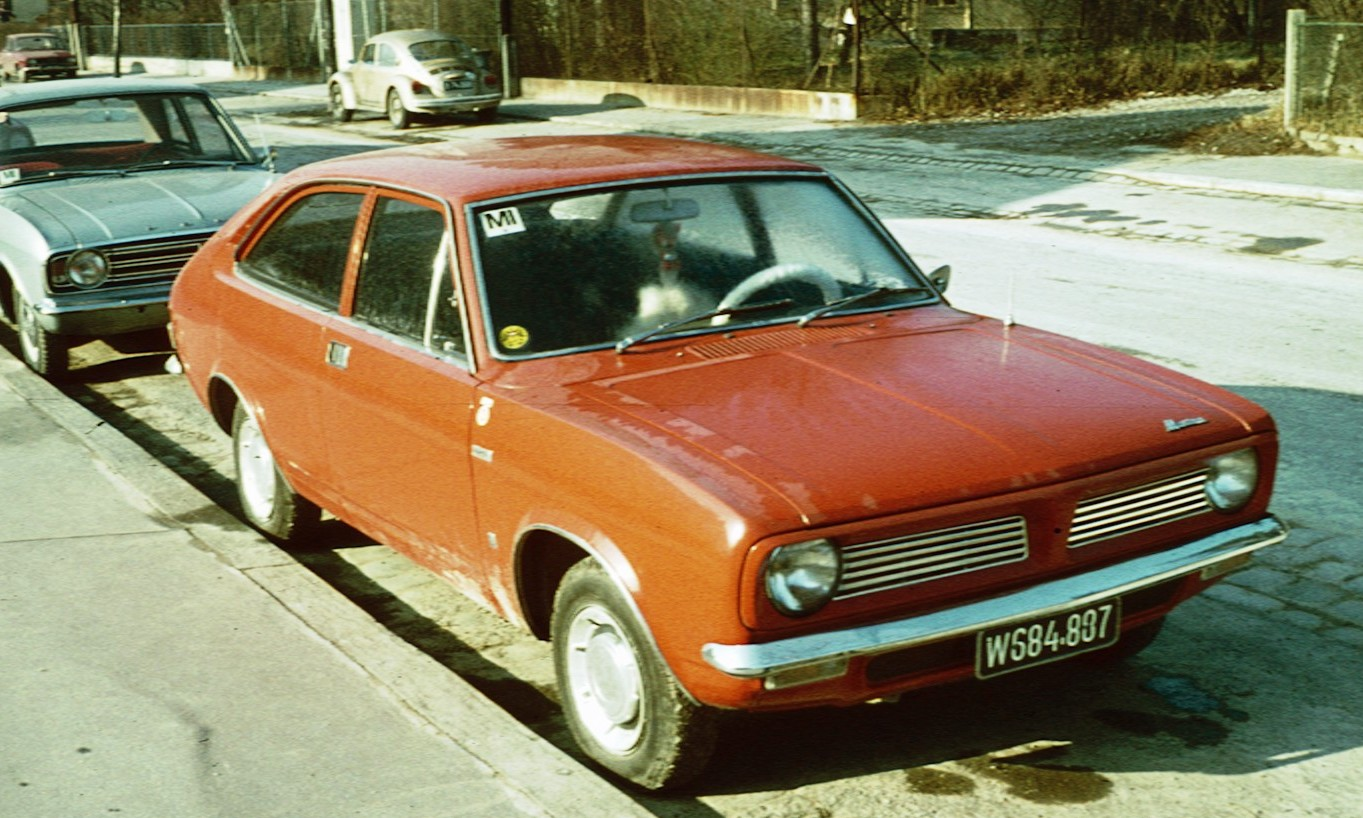
1973년식 마리나 쿠페. 이 라디에이터 그릴은 1.3리터 사양을 의미다.

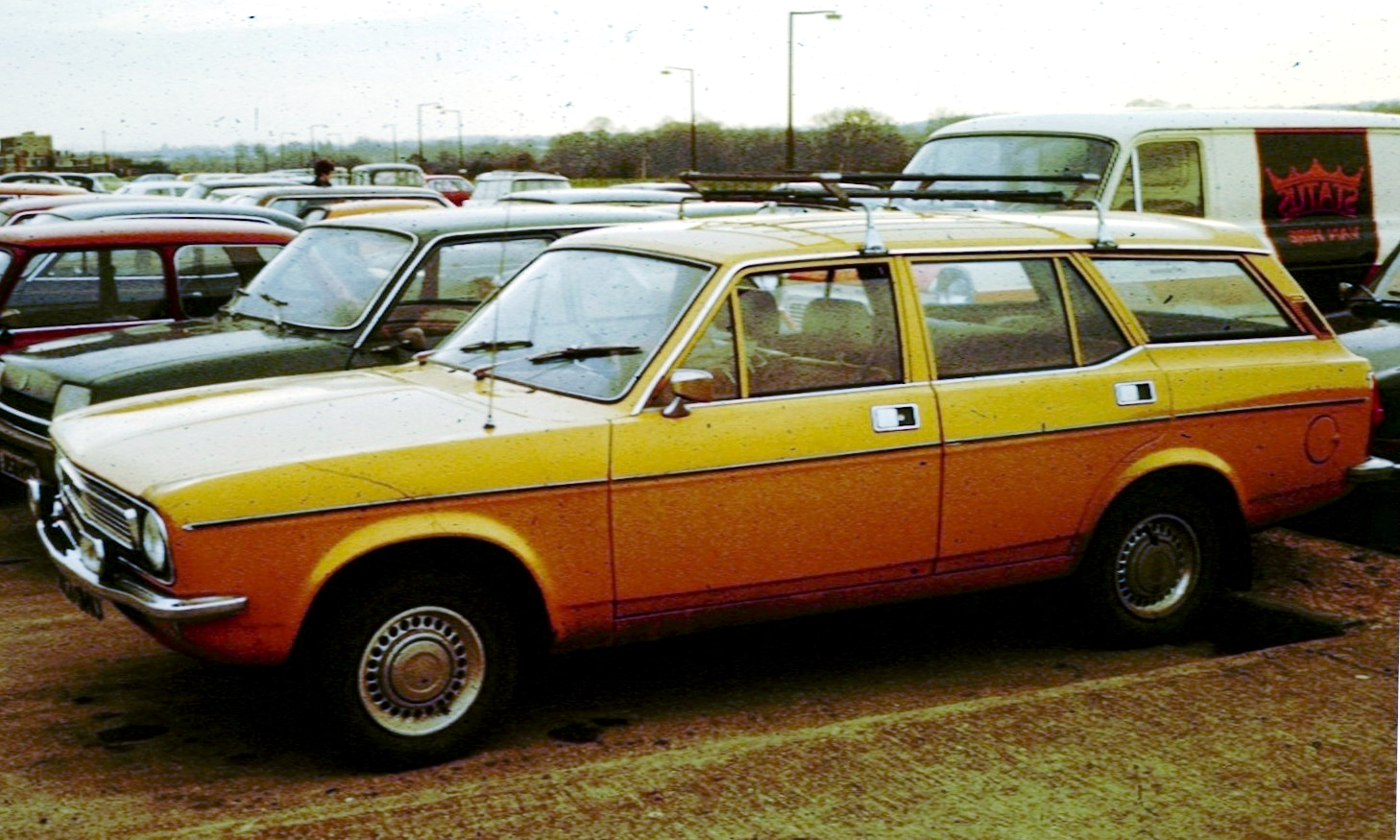
1976 영국의 마리나 에스테이트

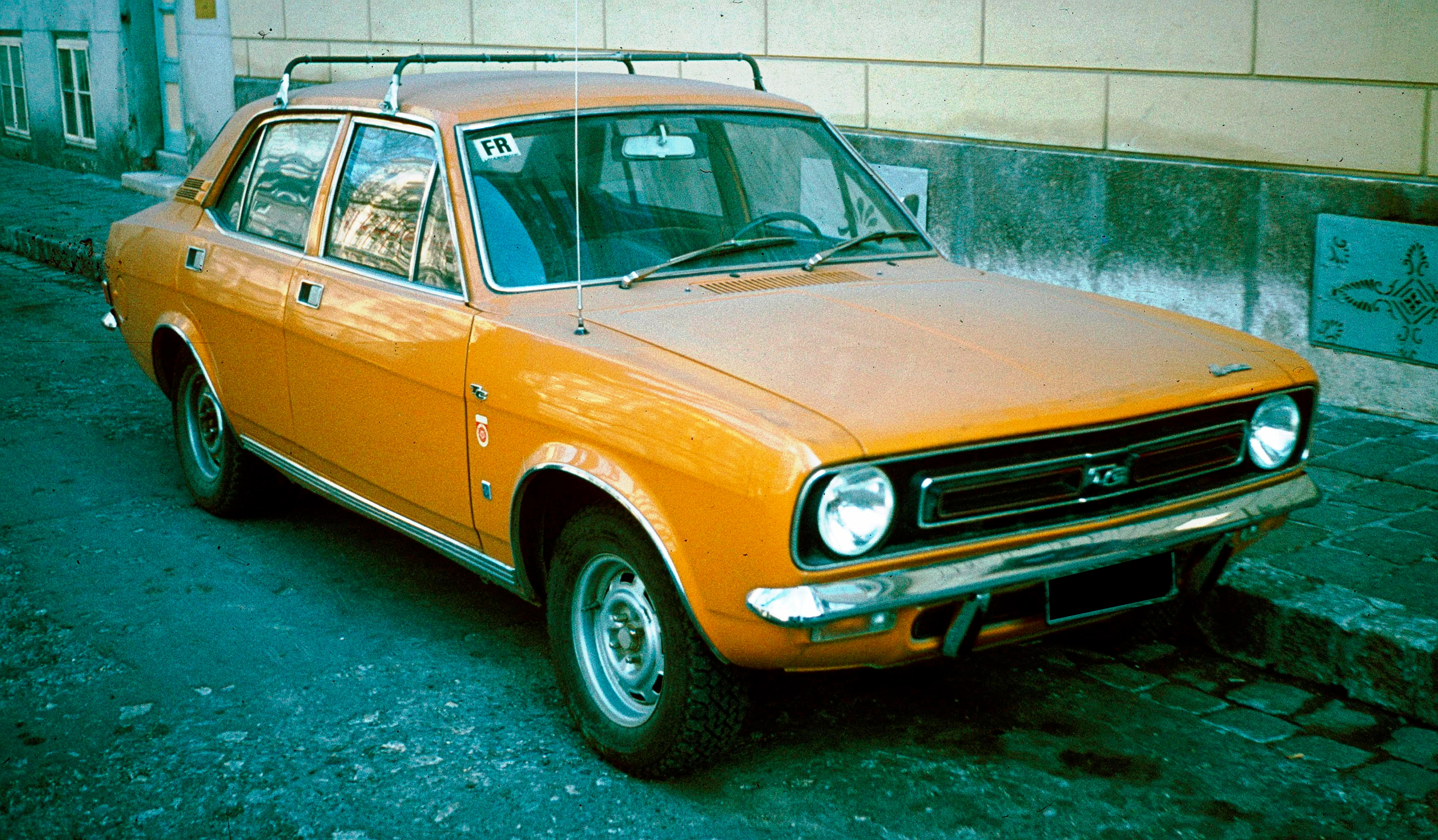
1971년식 마리나 1.8 TC 4도어 세단. 1.8 TC계열 사양들은 스포츠 루킹 사양으로 판매되었다. 이 차 같은 높은 가시성의 "세이프티 컬러"는 1970년대에 유행했다.

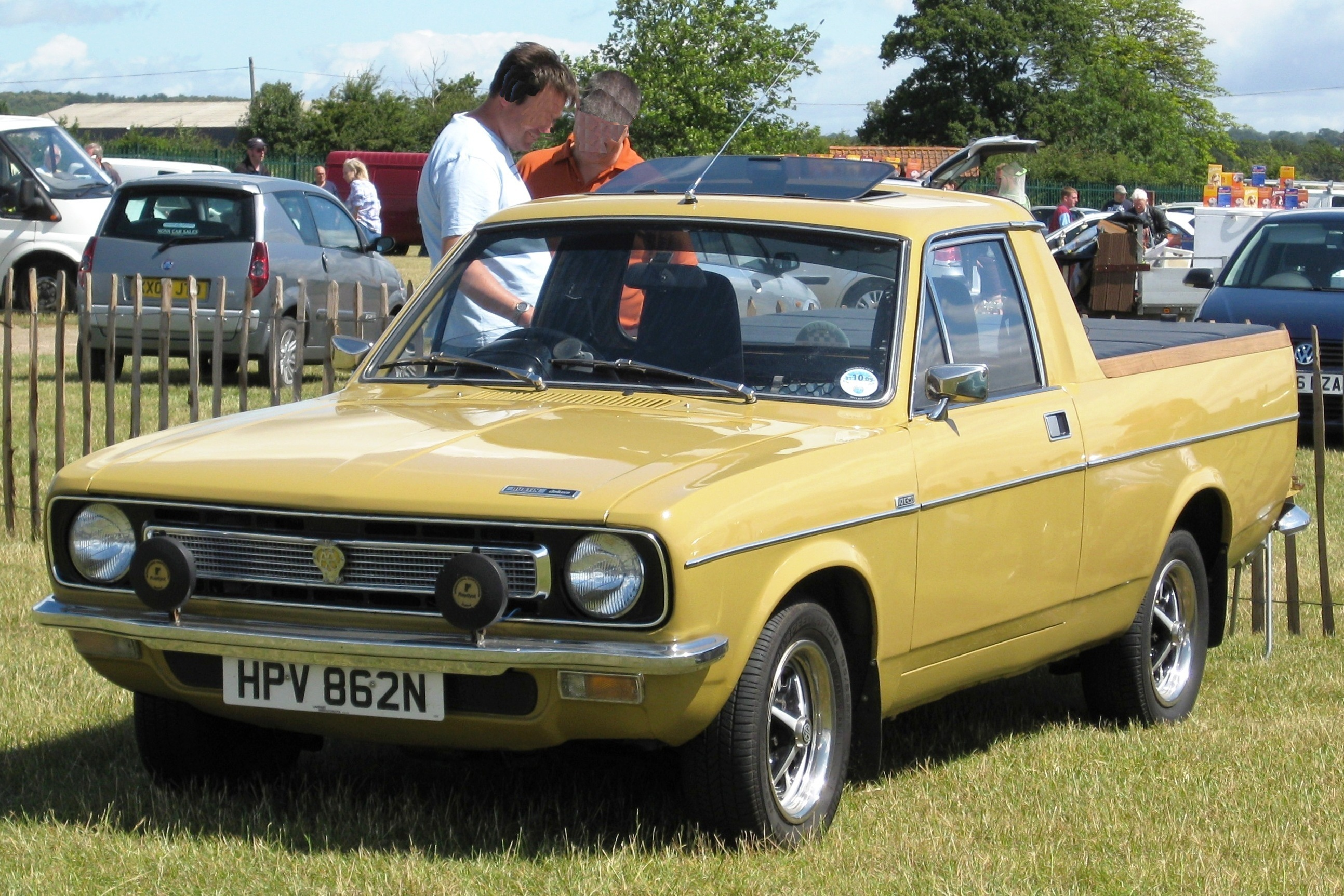
1975 모리스 마리나 픽업트럭 사양. 이 바리에이션은 결코 잘 팔리지 않았다.

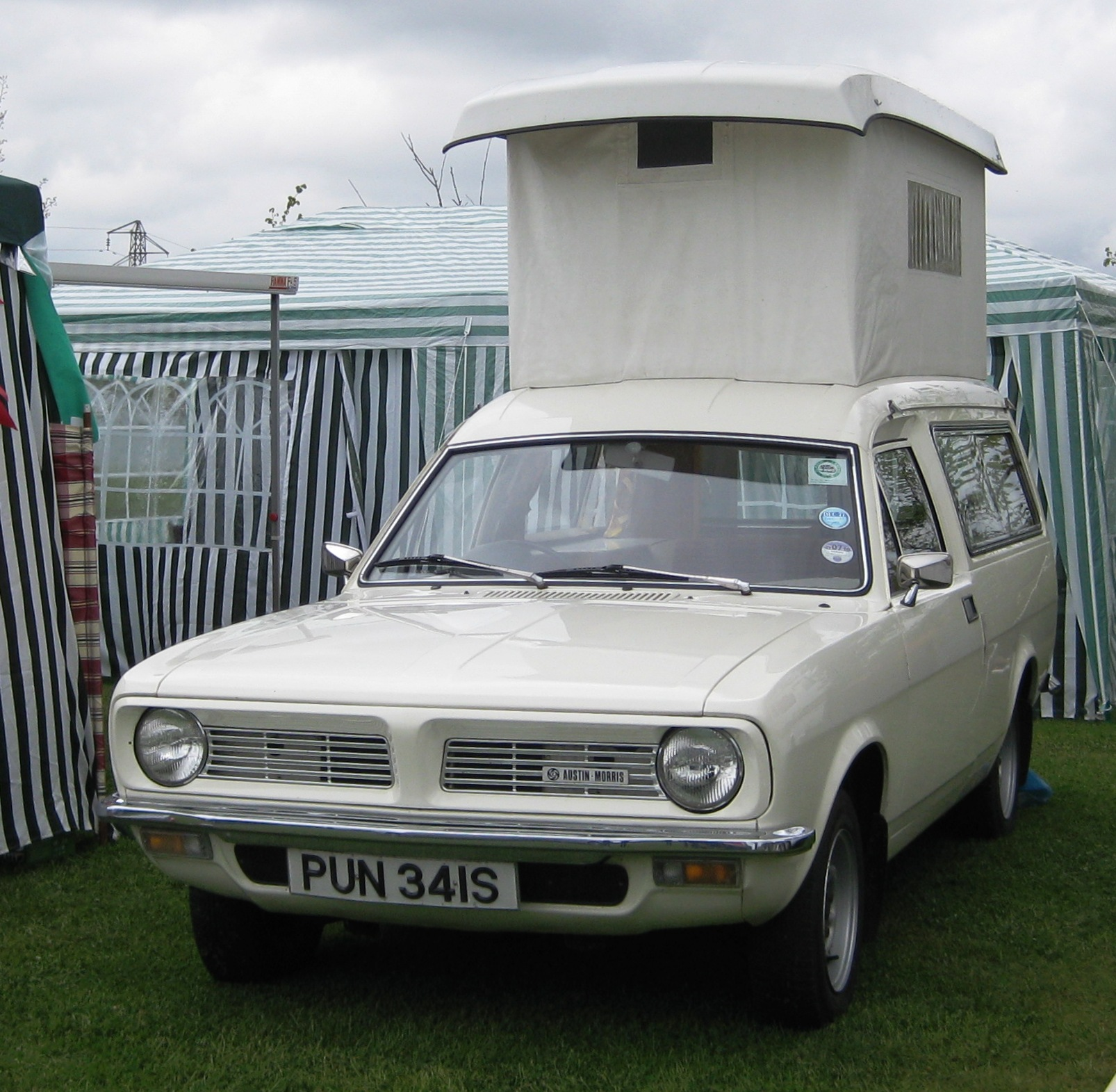
1977년 모리스 마리나 패널 왜건은 캠퍼밴으로 개조되었다. 이 기간 동안 BL공사는 오스팀 및 모리스 부서에서 생산하는 모든 화물용 차량 사양에다가 Austins(오스틴스) 배지를 의무적으로 부착한다고 결정했다. 이것이 화물차의 캠핑카 변환(SunTor, 선토어 사양)에 어떻게 적용되었는지는 전면에 있는 "오스틴모리스" 배지에서 분명하다.

마리나(및 모리스 이탈)는 1971년부터 1980년까지 브리티시 레일랜드의 오스틴 및 모리스 사업부에서 제조한 앞 엔진, 후륜 구동 소형 패밀리카였다. 1948년에 첫 제작된 모리스 제품 라인의 모리스 마이너 차량을대체하는 역할을 했다. 모리스 마리나는 또한 일부 시장에서 오스틴 마리나, 레일랜드 마리나 및 모리스 1700으로 판매되었다.
1971년 조지 턴불 주도로 개발하여 영국 자동차 판매에서 엄청난 판매를 기록하였고, 1973년 1월에는 25만대째의 마리나라 출고되기도 하였다. 자동차는 캐나다, 미국 등지를 포함한 전세계로 수출되었고 호주, 뉴질랜드, 남아프리카 및 말레이시아 등지에서 모리스 이탈, 혹은 오스틴 몬테고가 나올 때까지 조립되었다. 마리나 및 이탈을 합쳐 총 120만대가 생산되었다.
전세계 다양한 언론들에 따르면 마리나는 사상 최악의 자동차 중 하나이다.
1980년 마리나의 대체품인 모리스 이탈은 스타일이 약간만 변경된 동일한 자동차였다. 주지아로가 페이스리프트를 하여 사각 헤드램프, 플라스틱 범퍼 등이 적용되었다. 다만 대다수의 부품 재탕에다가 쿠페 사양마저 최악의 평을 받고 1984년까지 생산되다 1983년 오스틴 몬테고로 완전히 교체되었고 모리스라는 브랜드 자체가 완전히 해체되는 파멸적인 결과를 낳고 말았다.
BL공사는 같은 시장 부문을 공유했지만 전륜 구동을 채택한 해치백 1969년형 오스틴 맥시 와 전륜구동 및 진보적인 스타일을 채택한 1973년형 오스틴 알레그로와 함께 Marina를 판매했다. 참고로 후속인 몬테고조차 최후기를 제외하고는 상업적으로 실패하여 오스틴도 1994년 브랜드 폐지를 당하게 된다.
여담으로 조지 턴불이 현대 포니를 개발할 때 이 차 2대를 개발 컨셉으로 참고하려고 직수입하였다. 이후 포니가 대성공을 하여 2세대 모델까지 1990년까지 생산되고 배틀그라운드 등 여러 대중매체에 까지 나오는 등 한국 자동차 산업의 아이콘이 되었다.